# Federazione di hockey su ghiaccio di Taiwan
La Federazione taiwanese di hockey su ghiaccio è un'organizzazione fondata per governare la pratica dell'hockey su ghiaccio a Taiwan.
Ha aderito all'International Ice Hockey Federation il 1º settembre 1983.